# Mike Lindell
Michael James "Mike" Lindell (Mankato, 28. lipnja, 1961.), američki je glumac.

## Vanjske poveznice
- Mike Lindell u internetskoj bazi filmova IMDb-u (engl.)